# Gran Premi de Mònaco del 2004

Michael Schumacher surant el Gran Premi de Mònaco de 2004

Resultats del Gran Premi de Mònaco de Fórmula 1 del 2004, disputat al circuit urbà de Montecarlo el 23 de maig del 2004.

## Resultats de la cursa
| Pos | No | Pilot                | Equip              | Voltes | Temps/ Retir. | Pos. de sort. | Punts |
| --- | -- | -------------------- | ------------------ | ------ | ------------- | ------------- | ----- |
| 1   | 7  | Jarno Trulli         | Renault            | 77     | 1:45'46.601   | 1             | 10    |
| 2   | 9  | Jenson Button        | BAR - Honda        | 77     | + 0.497 seg   | 2             | 8     |
| 3   | 2  | Rubens Barrichello   | Ferrari            | 77     | + 75.766 seg  | 6             | 6     |
| 4   | 3  | Juan Pablo Montoya   | Williams - BMW     | 76     | + 1 Volta     | 9             | 5     |
| 5   | 12 | Felipe Massa         | Sauber - Petronas  | 76     | + 1 Volta     | 16            | 4     |
| 6   | 16 | Cristiano da Matta   | Toyota             | 76     | + 1 Volta     | 15            | 3     |
| 7   | 18 | Nick Heidfeld        | Jordan - Ford      | 75     | + 2 Voltes    | 17            | 2     |
| 8   | 17 | Olivier Panis        | Toyota             | 74     | + 3 Voltes    | 13            | 1     |
| 9   | 21 | Zsolt Baumgartner    | Minardi - Cosworth | 71     | + 6 Voltes    | 19            |       |
| 10  | 4  | Ralf Schumacher      | Williams - BMW     | 69     | Caixa canvi   | 12            |       |
| Ret | 1  | Michael Schumacher   | Ferrari            | 45     | Accident      | 4             |       |
| Ret | 8  | Fernando Alonso      | Renault            | 41     | Accident      | 3             |       |
| Ret | 6  | Kimi Räikkönen       | McLaren - Mercedes | 27     | Neumàtics     | 5             |       |
| Ret | 20 | Gianmaria Bruni      | Minardi - Cosworth | 15     | Caixa canvi   | 20            |       |
| Ret | 19 | Giorgio Pantano      | Jordan - Ford      | 12     | Transmissió   | 18            |       |
| Ret | 14 | Mark Webber          | Jaguar - Cosworth  | 11     | Direcció      | 11            |       |
| Ret | 10 | Takuma Sato          | BAR - Honda        | 2      | Motor         | 7             |       |
| Ret | 5  | David Coulthard      | McLaren - Mercedes | 2      | Accident      | 8             |       |
| Ret | 11 | Giancarlo Fisichella | Sauber - Petronas  | 2      | Accident      | 10            |       |
| Ret | 15 | Christian Klien      | Jaguar - Cosworth  | 0      | Accident      | 14            |       |

## Altres
- Pole: Jarno Trulli 1' 13. 985
- Volta ràpida: Michael Schumacher 1' 14. 439 (a la volta 23)